# Selidosema subfimbriata
Selidosema subfimbriata är en fjärilsart som beskrevs av Adrian Hardy Haworth 1812. Selidosema subfimbriata ingår i släktet Selidosema och familjen mätare. Inga underarter finns listade i Catalogue of Life.